# Morska Dywizja Ekspedycyjna
Morska Dywizja Ekspedycyjna Sił Morskich Morza Czarnego i Azowskiego (ros. Морская Экспедиционная Дивизия Морских сил Чёрного и Азовского морей) – radziecka dywizja z okresu wojny domowej.

## Historia
Została sformowana w sierpniu 1920 roku z marynarzy Floty Czarnomorskiej i Azowskiej Flotylli Wojennej. Po sformowaniu została skierowana do walki przeciwko desantowi wojsk gen. Wrangla pod Mariupolem. We wrześniu 1920 roku wyparła z Mariupola wojska białogwardyjskie. 
Następnie walczyła z wojskami białogwardyjskimi na południu Rosji. W grudniu 1920 roku została rozformowana.

## Skład dywizji
- cztery pułki morskie (dwubatalionowe) – piechota
- jeden pułk kawalerii
- brygada artylerii
- batalion saperów

## Dowódcy
- Piotr Smirnow-Swietłowskij (14 sierpnia – 22 września 1920)
- Iwan Kożanow (23 września 1920 – 1 stycznia 1921)